# Słupia Konecka
Pour les articles homonymes, voir Słupia.
Słupia Konecka est une gmina rurale du powiat de Końskie, Sainte-Croix, dans le centre-sud de la Pologne. Son siège est le village de Słupia, qui se situe environ 29 km au sud-ouest de Końskie et 37 km au nord-ouest de la capitale régionale Kielce.
La gmina couvre une superficie de 105,66 km2 pour une population de 3 581 habitants.

## Géographie
La gmina inclut les villages de Biały Ług, Budzisław, Czerwona Wola, Czerwona Wola-Kolonia, Hucisko, Hucisko-Bania, Mnin, Mnin-Błagodać, Mnin-Mokre, Mnin-Przymusów, Mnin-Szwedy, Olszówka Pilczycka, Piaski, Pijanów, Pilczyca, Radwanów, Radwanów-Kolonia, Ruda Pilczycka, Rytlów, Skąpe, Słomiana, Słupia, Słupia-Bukowie, Słupia-Gabrielów, Słupia-Podwole, Wólka, Wólka-Konradów, Wólka-Mogielnica et Zaostrów.
La gmina borde les gminy de Fałków, Krasocin, Łopuszno, Przedbórz, Radoszyce et Ruda Maleniecka.